# Rhynchostegium santaiense
Rhynchostegium santaiense är en bladmossart som beskrevs av Brotherus 1925. Rhynchostegium santaiense ingår i släktet näbbmossor, och familjen Brachytheciaceae. Inga underarter finns listade i Catalogue of Life.